# Bennie Borgmann
Bennie Borgmann, né le 22 novembre 1900, à Haledon, au New Jersey et mort le 11 novembre 1978, à Hawthorne, au New Jersey, est un ancien joueur et entraîneur de basket-ball et joueur de baseball américain. Il joue au poste d'arrière.